# Scottish Backhold
Lo Scottish Backhold è un tipo di lotta che ha origine in Scozia. I lottatori si abbracciano tenendosi dietro la vita, col braccio destro sotto il sinistro dell'avversario e il mento poggiato sulla spalla destra dello sfidante. Se il lottatore rompe la presa o tocca il terreno con qualsivoglia parte del corpo (piedi esclusi), perde.